# Le Vaudoué
Le Vaudoué – miejscowość i gmina we Francji, w regionie Île-de-France, w departamencie Sekwana i Marna.
Według danych na rok 1990 gminę zamieszkiwało 639 osób, a gęstość zaludnienia wynosiła 37 osób/km² (wśród 1287 gmin regionu Île-de-France Le Vaudoué plasuje się na 742. miejscu pod względem liczby ludności, natomiast pod względem powierzchni na miejscu 118.).